# Graddonia coracina
Graddonia coracina är en svampart som först beskrevs av Giacopo Bresàdola, och fick sitt nu gällande namn av Dennis 1955. Enligt Catalogue of Life ingår Graddonia coracina i släktet Graddonia, ordningen disksvampar, klassen Leotiomycetes, divisionen sporsäcksvampar och riket svampar, men enligt Dyntaxa är tillhörigheten istället släktet Graddonia, familjen Dermateaceae, ordningen disksvampar, klassen Leotiomycetes, divisionen sporsäcksvampar och riket svampar. Arten är reproducerande i Sverige. Inga underarter finns listade i Catalogue of Life.